# Adventureland (Iowa)
Pour les articles homonymes, voir Adventureland (homonymie).
Adventureland est un parc d'attractions à Altoona, juste au nord de Des Moines, dans l'Iowa. Il propose plus de cent spectacles et attractions.

## Histoire
La construction d'Adventureland Park commence au printemps 1973. Le parc devait ouvrir en juillet 1974, mais les dommages causés par l'extrémité de la queue d'une tornade retarde l'ouverture jusqu'au 19 août 1974.
Des années plus tard, Adventureland donne des conseils à l'exploitant du parc Far West à Wichita dans l'État du Kansas et leur permet d'utiliser des photos prises à Adventureland dans le matériel promotionnel. 
Des attractions comme la télécabine Skyride de l'exposition spécialisée de 1974 à Spokane ainsi que plusieurs autres sont ajoutées.
Le 21 décembre 2021, le parc est racheté par Palace Entertainment (filiale de Parques Reunidos).

## Attractions

### Montagnes russes
| Nom           | Type                          | Constructeur                  | Année |
| ------------- | ----------------------------- | ----------------------------- | ----- |
| Dragon Slayer | Quadridimensionnelle          | S&S - Sansei Technologies     | 2021  |
| Flying Viking | Métal                         | Zamperla                      | 2023  |
| The Monster   | Métal/ Infinity Coaster       | Gerstlauer                    | 2016  |
| Outlaw        | Bois                          | Custom Coasters International | 1993  |
| Phoenix       | Montagnes russes tournoyantes | Maurer Söhne                  | 2019  |
| Tornado       | Bois / aller & retour         | Frontier Construction Company | 1978  |
| Underground   | Bois                          | Custom Coasters International | 1996  |

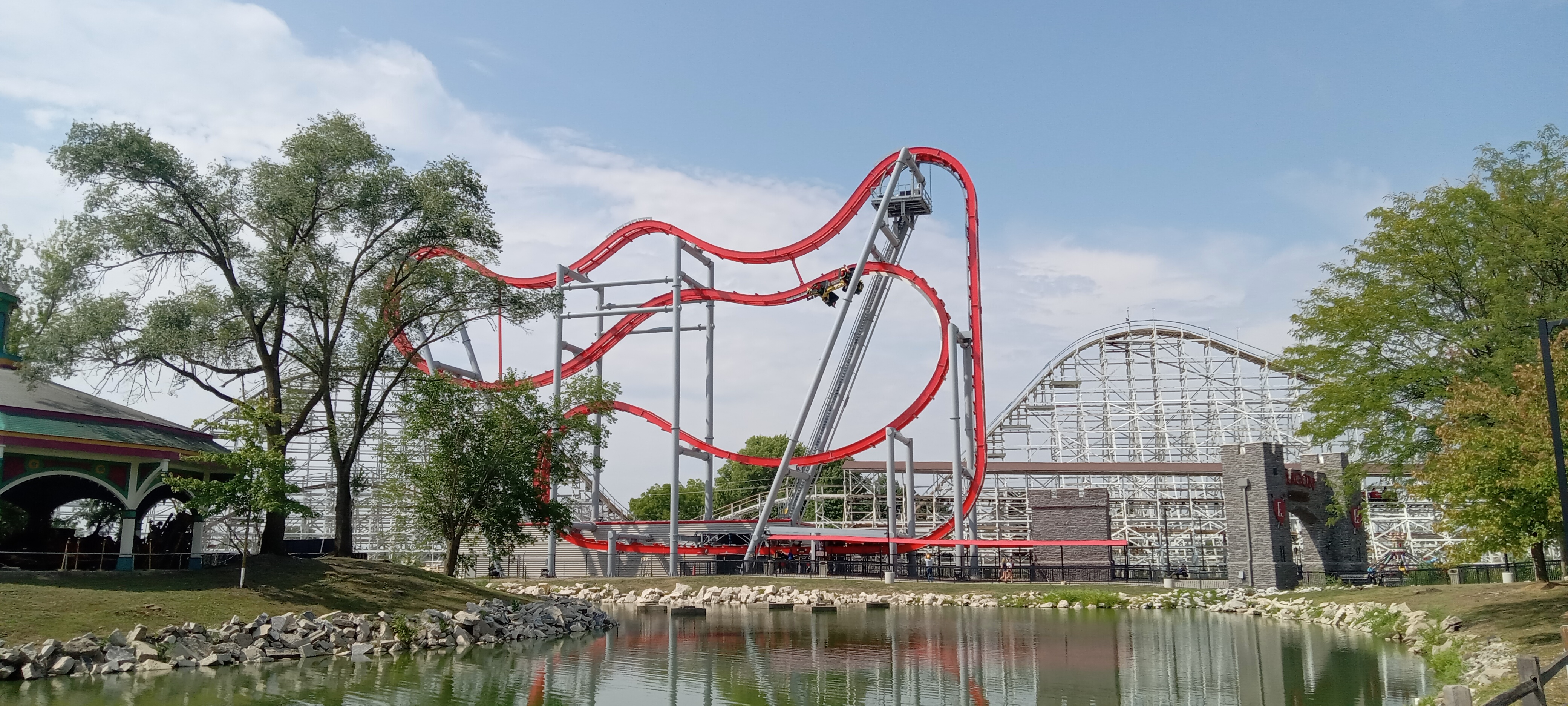
Dragon Slayer
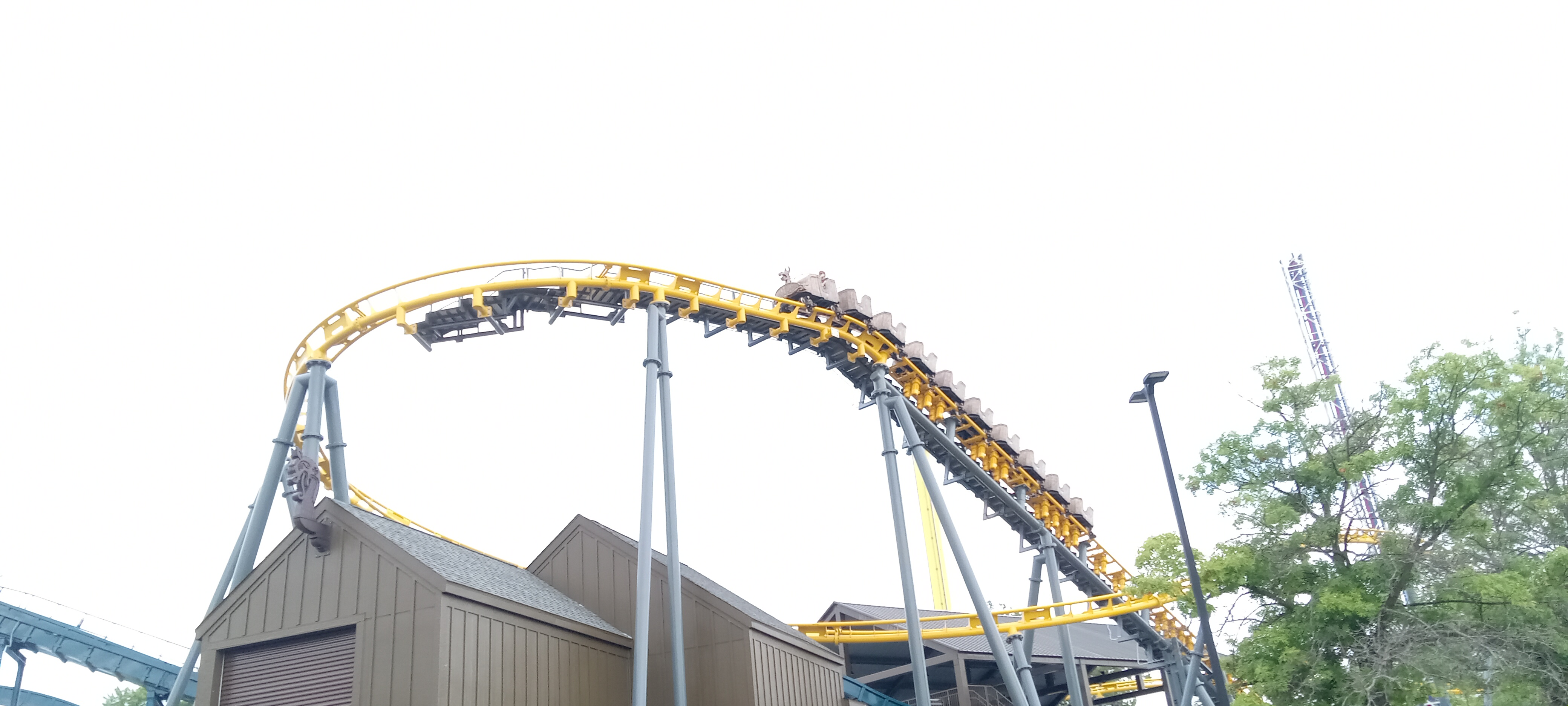
Flying Viking
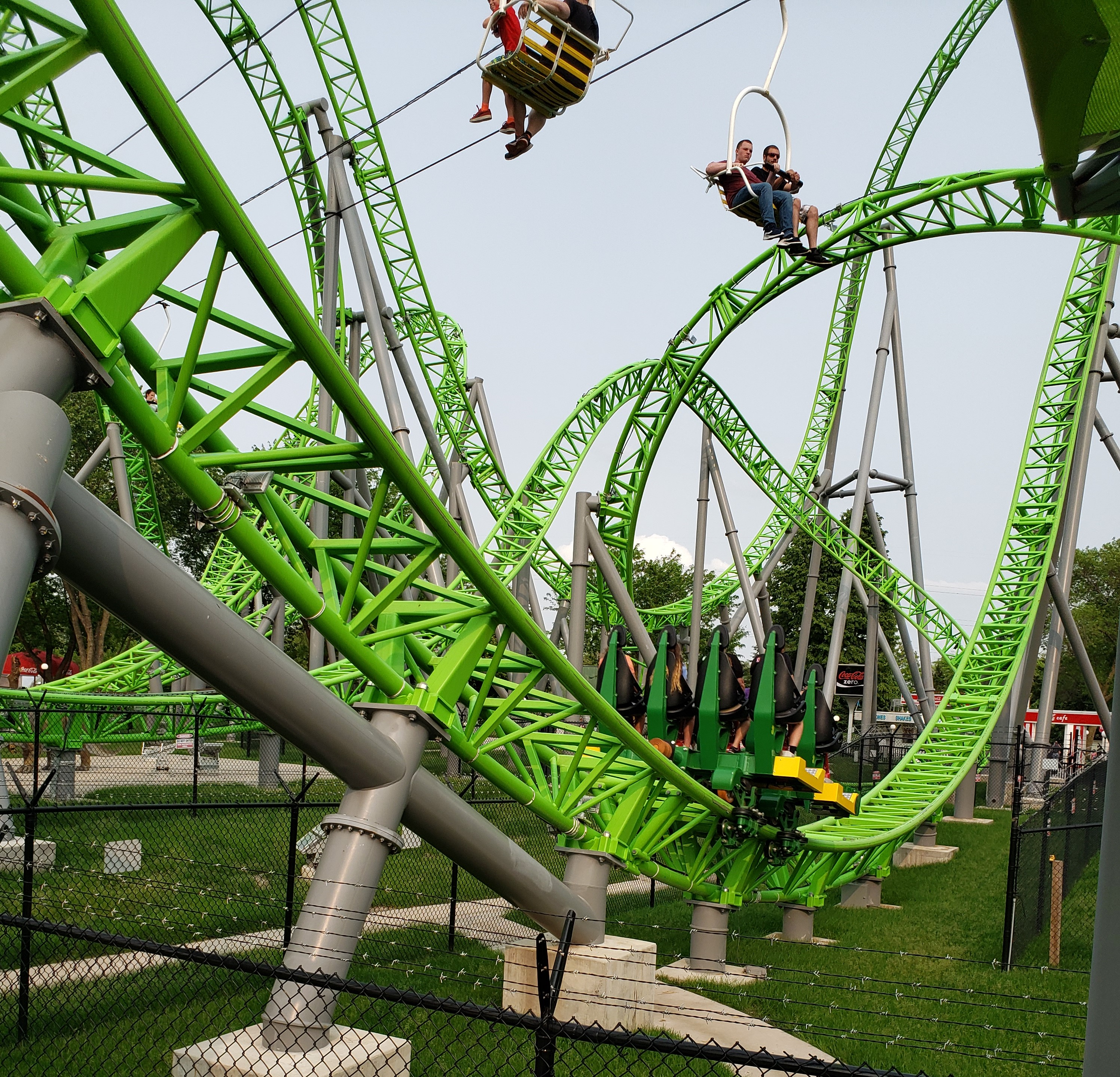
Monster
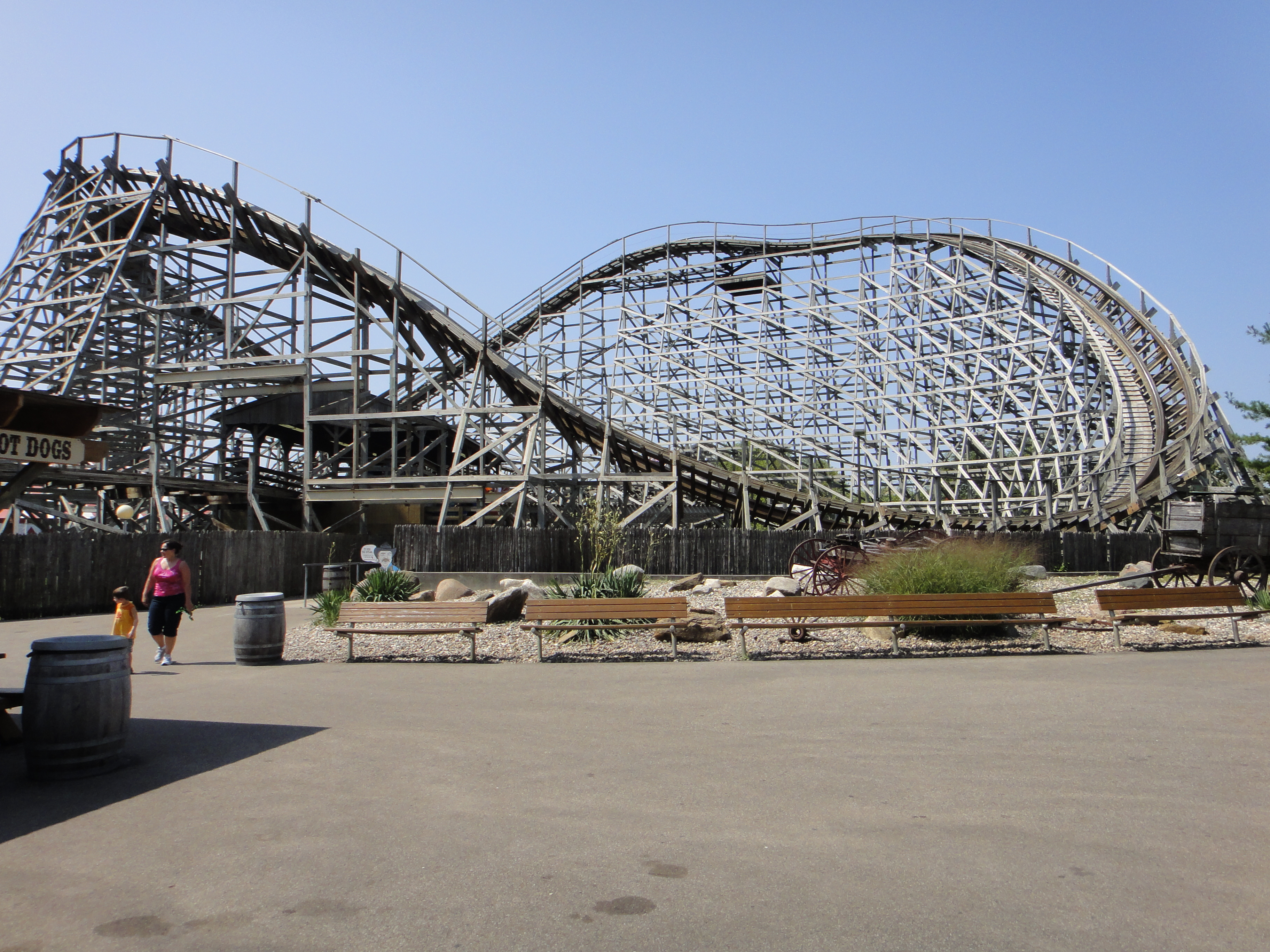
Outlaw
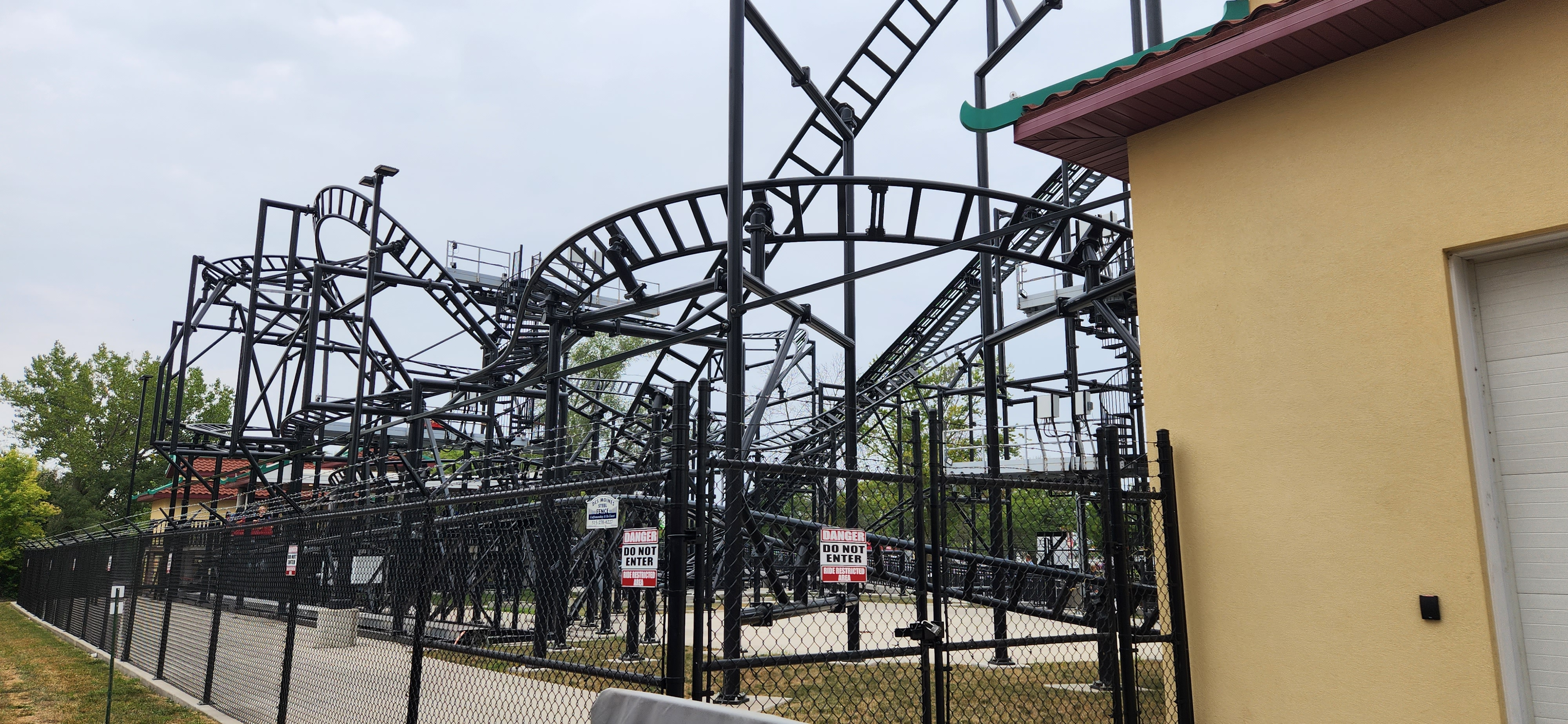
Phoenix
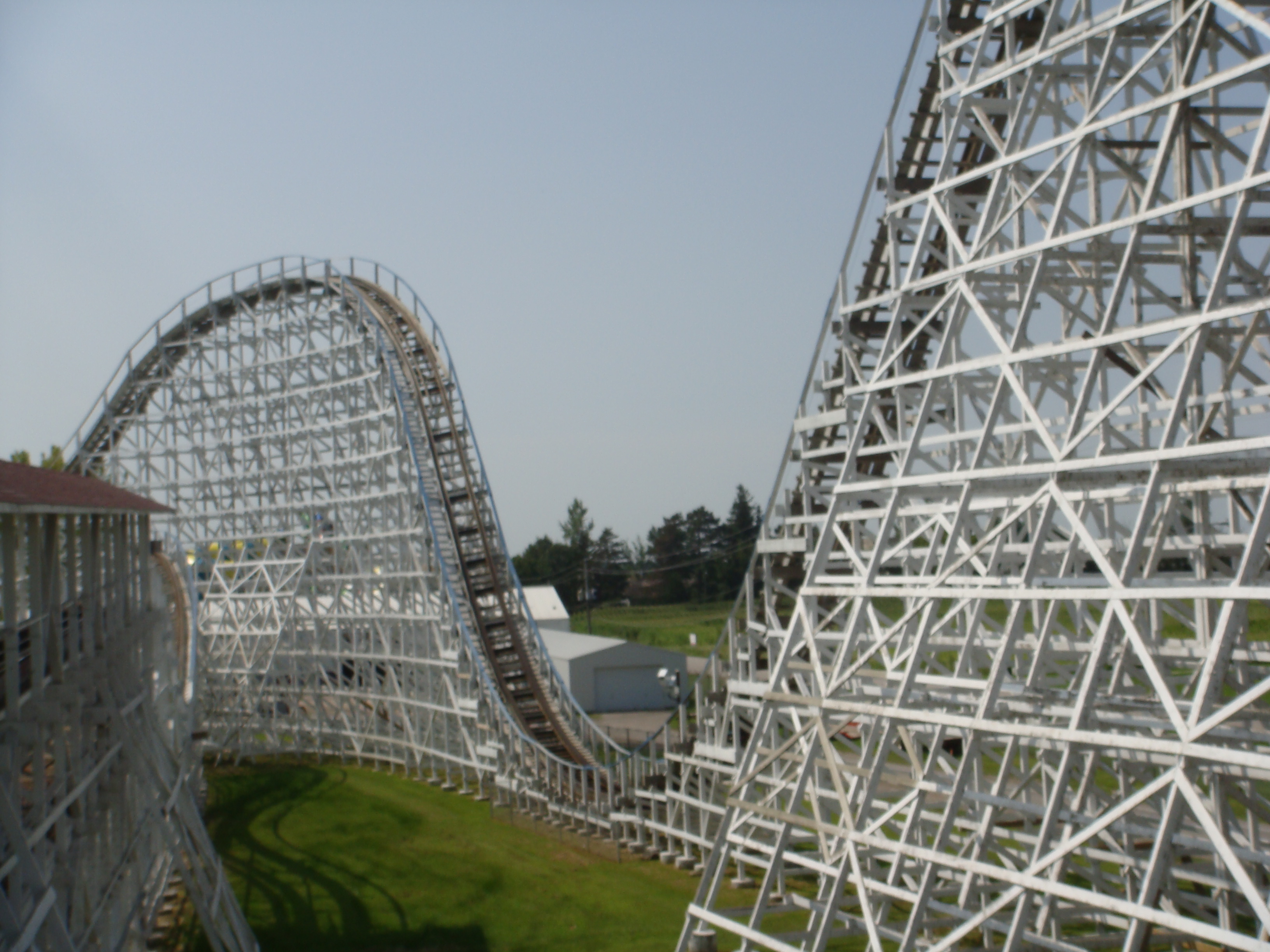
Tornado

### Attractions aquatiques
- Raging River - Parcours de bouées / Rapids Ride, Intamin (1983)
- Saw Mill Splash - Parcours de bouées / Spinning Raft, WhiteWater West (2002)